# Santo Pipó
Santo Pipó – miasto w Argentynie, w prowincji Misiones, w departamencie San Ignacio.
Według danych szacunkowych na rok 2010 miejscowość liczyła 3 109 mieszkańców.